# Фрике, Карл Вильгельм
Карл Вильгельм Фрике (нем. Karl Wilhelm Fricke; 1929) — немецкий публицист и издатель нескольких классических работ о сопротивлении и государственных репрессиях в ГДР.

## Биография
Отец Карла Фрике в 1946 году был арестован советскими оккупационными властями в связи с тем, что во времена нацизма он работал в пропагандистских органах режима. Он умер в заключении в 1952 году.
Карл Фрике не смог окончить среднюю школу из-за того, что отказался вступить в Союз свободной немецкой молодёжи. в феврале 1949 года он был арестован по доносу о том, что критиковал советский режим. Но он смог бежать из полицейского участка и перебраться в Западную Германию. Он учился в академии в Вильгельмсхафене и публиковал статьи в прессе о репрессиях в ГДР. Затем он переехал в Западный Берлин, где продолжал работать в качестве журналиста.
1 апреля 1955 г. на квартире, тайно снимаемой Министерством госбезопасности ГДР в западно-берлинском районе Шенеберг, Фрике был усыплен, после чего вывезен в Восточный Берлин. Затем были 15-месячные допросы в следственной тюрьме Берлин-Хоэншенхаузен. В итоге Верховный суд ГДР осудил его на закрытом процессе в июле 1956 г. по обвинению в «подстрекательстве к войне и бойкоту» к 15 годам заключения. Затем срок заключения был уменьшен до 4 лет каторжных работ. Он отбывал его в Бранденбург-Герден, а также в одиночной камере в тюрьме Бауцена (Бауцен II).
После своего освобождения в 1959 г. Фрике переехал в Гамбург, где продолжил свою работу в качестве свободного журналиста и публициста. После переезда в Кельн он стал в 1970 г. главным редактором радиостанции Deutschlandfunk. В 1994 г. он ушёл на пенсию.

## Произведения
- Akten-Einsicht, Ch. Links 1997 (4. Aufl.), ISBN 3-86153-099-6